# Exacum radicans
Exacum radicans är en gentianaväxtart som beskrevs av Jean-Henri Humbert. Exacum radicans ingår i släktet Exacum och familjen gentianaväxter. Inga underarter finns listade i Catalogue of Life.